# Bourscheid (Mosela)
Bourscheid é uma comuna francesa na região administrativa do Grande Leste, no departamento de Mosela. Estende-se por uma área de 3.99 km², e possui 176 habitantes, segundo o censo de 2018, com uma densidade de 44 hab/km².